# Клауен, Роберт
Роберт Клауен (англ. Robert Cloughen; 26 января 1889, Бронкс, Нью-Йорк — 7 августа 1930, Нью-Йорк) — американский легкоатлет, серебряный призёр летних Олимпийских игр 1908.
На Играх 1908 в Лондоне Ректор участвовал в беге на две спринтерские дистанции — 100 и 200 метров. В первой дисциплине он дошёл до полуфинала, но не продолжил соревнование, а в другой прошёл в финал и занял второе место.